# Ochthebius gibbosus
Ochthebius gibbosus är en skalbaggsart som först beskrevs av Ernst Friedrich Germar 1824.  Ochthebius gibbosus ingår i släktet Ochthebius och familjen vattenbrynsbaggar. Inga underarter finns listade i Catalogue of Life.